# عيسى حمزة الأسود
عيسى حمزة الأسود (ولد في 1934 في كرانة، البحرين - توفي في 2 ديسمبر 2015 في كرانة، البحرين) تاجر بحريني.

## النشأة والتعليم
ولد الأسود في العام 1934 في قرية كرانة غرب العاصمة البحرينية المنامة.

## المسيرة المهنية
بدايات عمله كانت بإحدى مزارع قرية كرانة التي يسكنها وكان عمره حينها أقل من 10 أعوام وكان يعمل فيها منذ الصباح الباكر لغاية غروب الشمس. عمل في الفترة نفسها في مهنة صناعة الحبال وذلك لكي يساهم في إعالة عائلته.
في خمسينات القرن العشرين التحق للعمل في شركة نفط البحرين (بابكو) وعمل فيها بوظيفة عامل لمدة 22 عام. التحق بعدها للعمل في شركة أتوي وعمل فيها 4 أعوام. أثناء عمله في بابكو كان يبيع حلويات الحب للعمال ليفتح بعدها محل صغير في قرية كرانة خصصه لبيع الأغذية الخفيفة. اشترى بعدها قطعة أرض ليبني فيها منزله وقام بفتح محل صغير في منزله لبيع الملابس والمواد الغذائية وكذلك بعض الإلكترونيات وساعده إخوانه جاسم وعبد الله في المحل. اشترى بعدها أرض في شارع النخيل وقام ببناء معرض فيها خصصه لبيع الإلكترونيات والأثاث. كان يأخذ الطلبيات من الزبائن لشراء الأجهزة الإلكترونية ثم يقوم بالذهاب إلى الوكلاء في العاصمة المنامة وكان منهم في ذلك الوقت شركة المؤيد للإلكترونيات (وكيل علامة توشيبا) ومتجر روبين (وكيل علامة شارب) ليشتري الطلبيات نقدا ليبيعها بالأجل للناس وبفائدة بسيطة. توسع بعدها في أعماله التجارية وقام بالتعاقد مع شركات من عدة دول لتوزيع منتجاتها في البحرين ما جعله يدخل دائرة المنافسة في مجال بيع الإلكترونيات في البحرين. اشترى بعدها أرض في قرية القدم ثم في قرية سند ليقيم عليها معارضه لبيع الأثاث والإلكترونيات. توسع بعدها في تجارة الأثاث ليعمل في مجال الاستيراد والتصدير فيها وأصبح وكيل معتمد للأثاث المستورد من خارج البحرين. أصبحت لديه وكالات حصرية لشركات عالمية في مجال الأجهزة الكهربائية المنزلية حيث يقوم بتوزيع منتجاتها في مملكة البحرين. بعد توسع أعماله التجارية قام ببناء مجمع كاونتري مول قرية أبو صيبع والذي يحوي العديد من المحال التجارية في مختلف التخصصات ويعتبر أول مجمع تجاري حديث في المنظمة وأحد أكثر المواقع التي يرتادها المواطنون والمقيمون من مختلف مناطق البحرين. بالإضافة إلى أعماله التجارية عمل في مجال المقاولات ما جعله يقوم ببناء جميع معارضه ومخازنه بنفسه والإشراف عليها. وكان الأسود يتمتع بعلاقات قوية مع الحكومة البحرينية الذي كان يعتبرها المساهمة بشكل فاعل في تعزيز الاقتصاد الوطني وتحقيق أهداف رؤى وإستراتيجيات مملكة البحرين.
عرف عنه مشاركاته الكثيرة في أعمال الخير والمجالات الاجتماعية الأخرى سواء في قريته كرانة أو خارجها ومساعدته للكثيرين في مختلف المجالات. افتتح الأسود مجلسا عرف باسمه في قرية كرانة يستقبل فيها الناس كل يوم خميس لمناقشة مشاكل الناس وطرق حلها. وقد حافظ أبنائه هذا استمرارية انعقاد مجلسه الأسبوعي كل يوم خميس.

## الحياة الشخصية
متزوج وله عدة أبناء وأبناؤه الذكور هم: حمزة وعلي وعبد الله وعباس.

## الوفاة
توفي الأسود في 2 ديسمبر 2015 عن عمر ناهز 81 سنة ودفن في صباح يوم الجمعة 4 ديسمبر 2015 في مقبرة كرانة.